# Mokiny
Mokiny (deutsch Mokainen) ist ein Ort in der polnischen Woiwodschaft Ermland-Masuren. Er gehört zur Gmina Barczewo (Stadt-und-Land-Gemeinde Wartenburg in Ostpreußen) im Powiat Olsztyński (Kreis Allenstein).

## Geographische Lage
Mokiny liegt im Westen der Woiwodschaft Ermland-Masuren, 15 Kilometer östlich der Kreis- und Woiwodschaftshauptstadt Olsztyn (deutsch Allenstein).

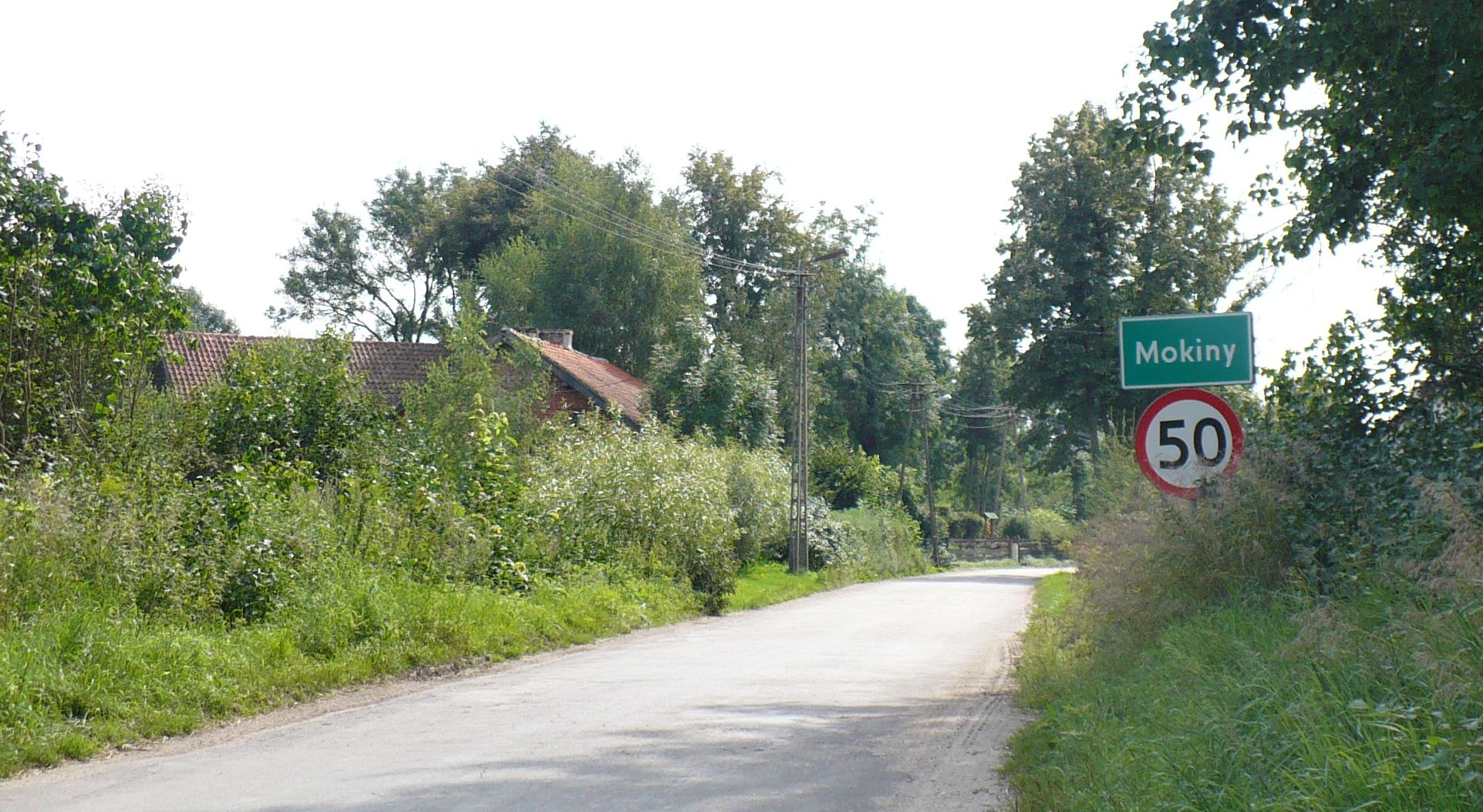
Ortseinfahrt Mokiny

## Geschichte

### Ortsgeschichte
1364 ist das Gründungsjahr des damaligen Ortes Grünenwald, der nach 1364 Mockin und vor 1785 Mockeinen und später Mokeinen genannt wurde: am 25. Mai jenes Jahres gründete der Bischof das Dorf, das 1785 als königliches Bauerndorf mit 37 Feuerstellen im Amt Wartenburg im Kreis Heilsberg erwähnt wird. Wurde der Ort 1817 mit 43 Feuerstellen und 208 Einwohnern genannt, so ergab die Volkszählung am 3. Dezember 1861 insgesamt 69 Wohngebäude bei 495 Einwohnern.
Am 7. Mai 1874 wurde Mokainen Amtsdorf und damit namensgebend für einen Amtsbezirk im Kreis Allenstein im Regierungsbezirk Königsberg (ab 1905: Regierungsbezirk Allenstein) in der preußischen Provinz Ostpreußen. Er bestand bis 1945.
Die Einwohnerzahl Mokainens belief sich im Jahre 1910 auf 580. Am 30. September 1928 vergrößerte sich die Gemeinde Mokainen um die beiden Gutsbezirke Kroplainen (polnisch Krupoliny) und Sapuhnen (Sapuny), die beide eingegliedert wurden. So stieg die Einwohnerzahl bis 1933 auf 662 und belief sich im Jahre 1939 auf 598.
Im Jahre 1935 wurde die an der Hauptstraße im Zentrum des Dorfes gelegene Kapelle von den Einwohnern von Mokainen selbst errichtet. Um der zwanzig im Ersten Weltkrieg gefallenen Dorfbewohner zu gedenken, platzierte man auf beiden Seiten des Hauptaltars der Kapelle zwei Gedenktafeln.
In Kriegsfolge wurde 1945 das gesamte südliche Ostpreußen an Polen abgetreten. Mokainen erhielt die polnische Namensform „Mokiny“ und ist heute Sitz eines Sołectwo (= „Schulzenamt“) im Verbund der Stadt-und-Land-Gemeinde Barczewo (Wartenburg i. Ostpr.) im Powiat Olsztyński (Kreis Allenstein), von 1975 bis 1998 der Woiwodschaft Olsztyn, seither der Woiwodschaft Ermland-Masuren zugehörig. Im Jahre 2011 zählte Mokiny 125 Einwohner.

### Amtsbezirk Mokainen (1874–1945)
Zum Amtsbezirk Mokainen gehörten bei seiner Errichtung 1874 fünf Kommunen. Am Ende waren es aufgrund struktureller Veränderungen noch zwei:
| Deutscher Name    | Polnischer Name | Anmerkungen                     |
| ----------------- | --------------- | ------------------------------- |
| Aar-See/Seebezirk |                 | vor 1927 umgegliedert           |
| Kroplainen        | Krupoliny       | 1928 nach Mokainen eingemeindet |
| Mokainen          | Mokiny          |                                 |
| Sapuhnen          | Sapuny          | 1928 nach Mokainen eingemeindet |
| Skaibotten        | Skajboty        |                                 |

Im Januar 1945 bildeten lediglich noch die Gemeinden Mokainen und Skaibotten den Amtsbezirk Mokainen.

## Kirche
Bis 1945 war Mokainen in die evangelische Kirche Wartenburg (Ostpreußen) (polnisch Barczewo) in der Kirchenprovinz Ostpreußen der Kirche der Altpreußischen Union, außerdem in die römisch-katholische Kirche St. Anna in Wartenburg eingepfarrt.
Heute gehört Mokiny katholischerseits weiterhin zu Barczewo, jetzt im Erzbistum Ermland liegend. Evangelischerseits orientieren sich die Einwohner zur Christus-Erlöser-Kirche Olsztyn (Allenstein) in der Diözese Masuren der Evangelisch-Augsburgischen Kirche in Polen.

## Verkehr
Mokiny liegt südlich der – jetzt im Ausbau zur Schnellstraße begriffenen – polnischen Landesstraße 16 (einstige deutsche Reichsstraße 127) und ist über den Abzweig Barczewo (Wartenburg i. Ostpr.) auf einer Nebenstraße, die nach Silice (Quidlitz) führt, zu erreichen. Eine Bahnanbindung besteht nicht.